# Poderes universales

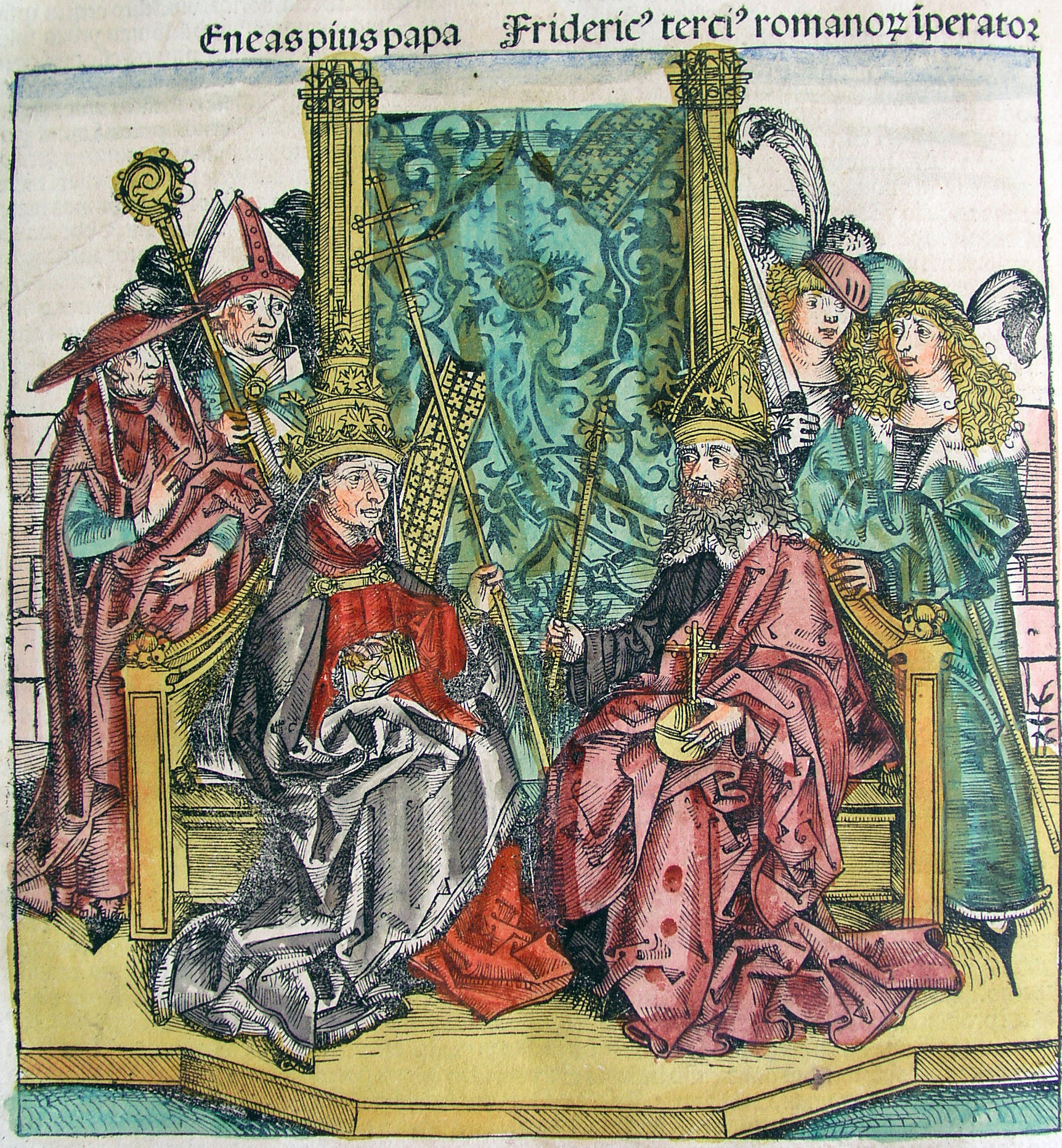
El papa Pío II y el emperador Federico III.

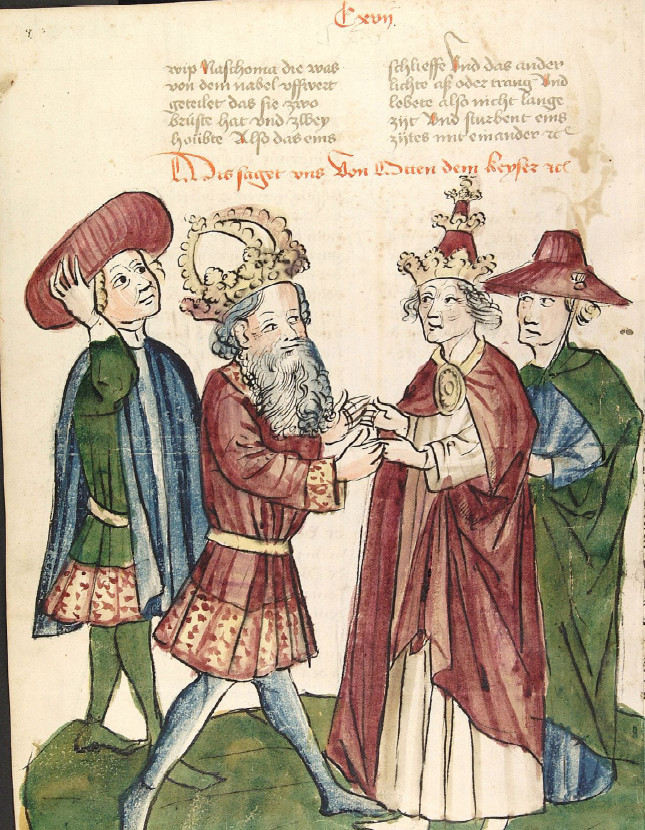
El papa Juan XII y el emperador Otón I.

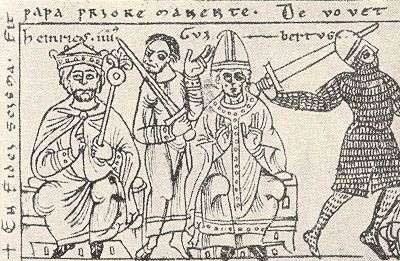
El antipapa Clemente III y el emperador Enrique IV.

Poderes universales es la expresión utilizada en Europa Occidental desde la Edad Media para referirse al Pontificado y al Imperio, por cuanto ambos se disputaban el llamado Dominium mundi (dominio del mundo, concepto ideológico con implicaciones tanto terrenales como trascendentes en un plano espiritual), y mantenían con el resto de los agentes políticos una pretensión de superioridad, cuya efectiva plasmación en la realidad fue muy desigual, dada la existencia de factores como la dispersión territorial, el bajo nivel de desarrollo técnico y productivo del modo de producción feudal y la tendencia social y política del feudalismo a la descentralización del poder. No obstante, los poderes universales pervivieron durante la Edad Moderna, aunque su inoperancia en las relaciones internacionales fue evidente desde la segunda mitad del siglo XVII. El comienzo de la Edad Contemporánea y la Revolución liberal, con las guerras napoleónicas y las unificaciones nacionales alemana e italiana, supusieron el fin efectivo del Imperio y el confinamiento territorial del Papado al Vaticano, que aun así mantuvo su capacidad de influencia en el mundo actual.

## Surgimiento
Frente al cesaropapismo del Imperio bizantino, la situación de Occidente desde la caída del Imperio romano supuso una posición excepcionalmente poderosa del Obispo de Roma, cuya condición de único patriarca en Occidente muy pronto se convirtió en un primado, a cuyo poder espiritual se añadía la aspiración al poder temporal sobre un territorio repartido entre cambiantes reinos germánicos de difícil definición, lo que le convertiría en una verdadera teocracia. Su concreción territorial se pretendió extender desde la ciudad de Roma a la totalidad de Italia o incluso a todo el Imperio de Occidente, según la pseudo donación de Constantino. La restauración de una autoridad secular con pretensión universal no llegó hasta el año 800 con la coronación de Carlomagno, que inició el Imperio carolingio. La difícil convivencia de Pontificado e Imperio (regnum et sacerdocium) a lo largo de los siglos siguientes dio origen a la querella de las investiduras y a distintas formulaciones ideológicas (teoría de las dos espadas, Plenitudo potestatis, Dictatus papae, condenas de la simonía y el nicolaísmo), en las que el papa pretendía marcar la supremacía de la autoridad religiosa sobre el poder civil (lo que se ha venido denominando agustinismo político), mientras que el Emperador pretendía hacer valer la legitimidad de su cargo, que pretendía derivar del antiguo Imperio romano (Translatio imperii), así como el hecho material de su capacidad militar para imponer su poder territorial e incluso tutelar la vida religiosa (tanto en los aspectos institucionales como los dogmáticos), a semejanza de su equivalente en Oriente. Ambas pretensiones distaron mucho de hacerse efectivas.

## Evolución
La división del Imperio carolingio entre los herederos de Ludovico Pío, y el acceso de distintas dinastías a la dignidad imperial (otónidas, Hohenstaufen), debilitó el poder de los emperadores, sujetos a un sistema de elección que les hacía dependientes de un delicado juego de alianzas entre los dignatarios que alcanzaron el título de príncipe elector, unos laicos (príncipes territoriales, independientes en la práctica) y otros eclesiásticos (obispos de ciudades libres). No obstante, se asistió periódicamente a intentos de recuperar el poder imperial (Otón III, Enrique II), que en ocasiones llegaban a espectaculares enfrentamientos (Enrique IV, Federico I Barbarroja, Federico II Hohenstaufen). El fortalecimiento del poder papal fue muy importante desde Gregorio Magno y contó con el decisivo apoyo del monacato que se extendió por todos los reinos europeos, sobre todo la orden de Cluny. Muchos de estos nuevos reinos debían su misma constitución a una infeudación con el papa, que les libraba de la teórica sujeción feudal al emperador o a otro rey (caso de Portugal). En territorio del Sacro Imperio, la oposición entre güelfos y gibelinos, cada uno asociado a uno de los poderes en liza, presidió la vida política de Alemania e Italia desde el siglo XII hasta bien entrada la Baja Edad Media.
Finalmente, la autoridad del Imperio se convirtió en algo puramente teórico, carente de una fuerte base económica o militar, incapaz de afirmarse no solo ante las monarquías feudales definitivamente libres de toda subordinación —Rex superiorem non recognoscens in regno suo est Imperator (Decretal Per Venerabilem de Inocencio III, 1202)—, sino ante los propios príncipes territoriales alemanes o las ciudades-estado italianas. La autoridad papal también decayó. El movimiento de las cruzadas, predicadas por el papado, no dio a este un mayor control ni de los territorios efímeramente conquistados en Tierra Santa, ni de los reinos europeos, ni de las nuevas órdenes religiosas. Lo que sí ocurrió fue la sujeción de la Santa Sede al control de la monarquía francesa, evidenciada con la llamada Cautividad de Aviñón y el Cisma de Occidente, que acabó por desprestigiar gravemente al papado y devaluar la capacidad intimidatoria de la antes tan temida excomunión.
La producción de argumentaciones teóricas sobre el tema, en cambio, no solo no se detuvo, sino que incluyó aportaciones como las de Marsilio de Padua —Defensor Pacis— o Guillermo de Occam —Ocho cuestiones sobre la autoridad del papa (1342) y De imperatorum et pontificum potestate (1347)—. que se encuentran entre los autores más importantes de una época, la de la crisis de la escolástica, en que la recepción y extensión de nuevas formas jurídicas extraídas del Derecho romano —Escuela de Bolonia, ius commune— por un lado; y el conciliarismo —Concilio de Basilea— por otro, fueron socavando las pretensiones universales de ambas potestades.

## Final

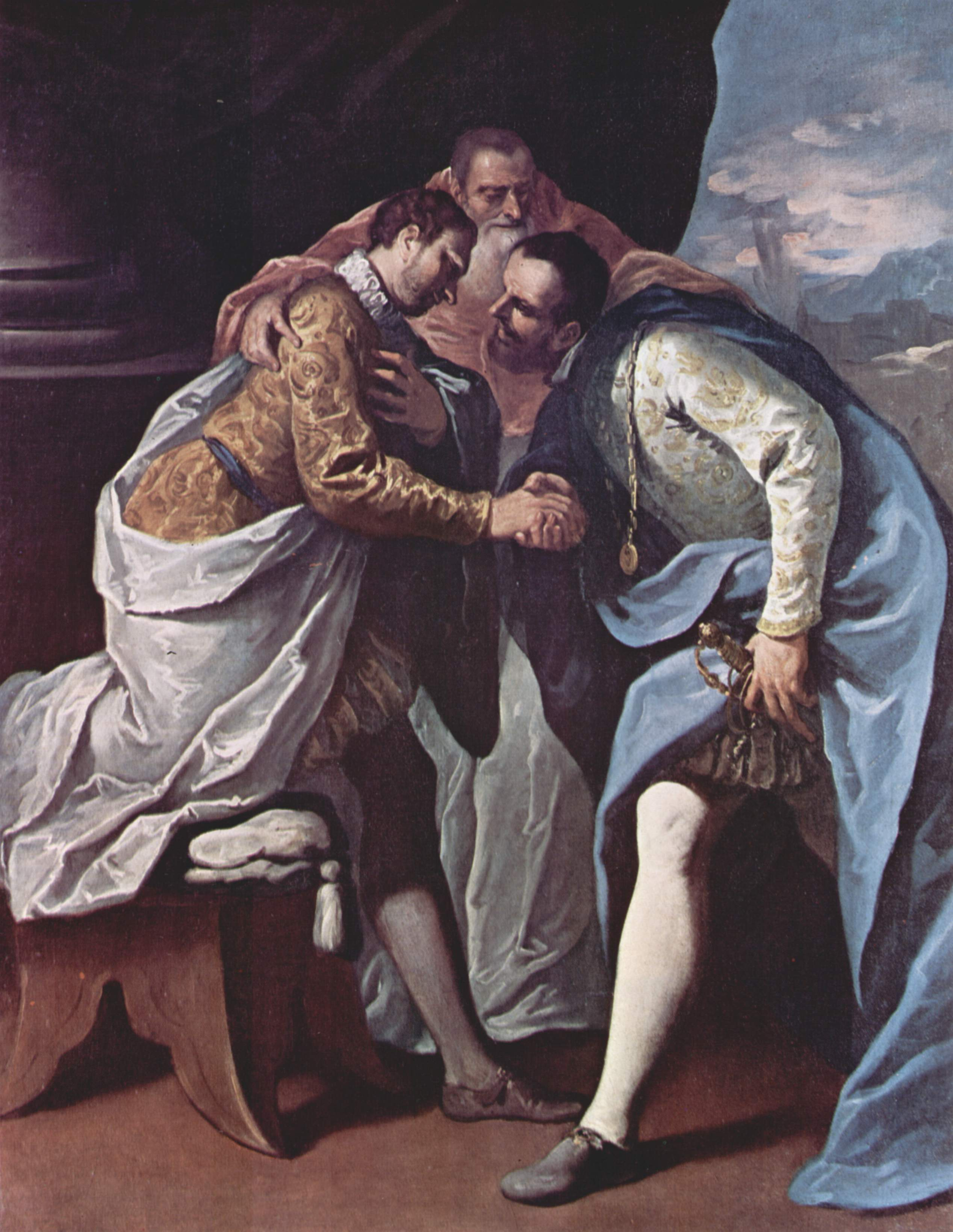
El emperador Carlos V se reconcilia con el rey Francisco I de Francia animados ambos por el papa Paulo III; óleo de Sebastiano Ricci.

Ambos poderes universales llegaron muy debilitados a la Edad Moderna, aunque su capacidad seguía siendo notable, y no era descartable su recuperación, como intentaron sin éxito el emperador Carlos V o los pontífices del Renacimiento (Alejandro VI o Julio II), cuyas pretensiones se evidenciaron imposibles, sobre todo tras la Reforma protestante. La realidad que se impuso durante todo el Antiguo Régimen fue la de las nuevas monarquías autoritarias (Monarquía Hispánica) que evolucionaron hacia el absolutismo (Francia) o hacia las precoces revoluciones burguesas (Holanda —guerra de los 80 años— e Inglaterra —revolución inglesa—). Para 1648 (Tratados de Westfalia) quedó definitivamente superado el papel de los poderes universales y surgieron las relaciones internacionales modernas y secularizadas, basadas en el pragmatismo y en el protagonismo de los estados. Incluso en la esfera interior de los países católicos, el regalismo limitó eficazmente las competencias pontificias.
El siglo XIX presenció el final de ambos poderes universales como entidades territoriales: el Sacro Imperio fue abolido formalmente por Napoleón Bonaparte, que instauró el suyo propio, y aun derrotado este, aquel no fue restaurado en la recomposición del mapa europeo debida al Congreso de Viena (1814-1815). Los territorios recuperados por la dinastía Habsburgo se transformaron en un estado multinacional, primero bajo el nombre de Imperio austríaco y después como dúplice monarquía (Imperio austrohúngaro) hasta 1918. Entre tanto, el papel dirigente de Prusia en la recién creada Confederación Germánica llevó a la constitución del Segundo Imperio alemán en 1871.
Simultáneamente, las relaciones del papado con la Revolución francesa y Napoleón, así como con el propio liberalismo como ideología habían oscilado entre la oposición frontal y la forzada convivencia. El nuevo reino de Italia formado a partir del reino de Piamonte-Cerdeña fue privando de base territorial a los Estados Pontificios (las llamadas marcas en el centro de Italia, 1860), hasta la invasión de la ciudad de Roma en 1871, cuando la protección que hasta entonces le había proporcionado el Segundo Imperio francés de Napoleón III dejó de ser efectiva. La negativa a reconocer la nueva situación y el confinamiento voluntario en el Vaticano de los papas llegó hasta los Pactos de Letrán de 1929 con la Italia fascista de Benito Mussolini.
Desde entonces, las pretensiones de presencia del Papado en la escena internacional y en los asuntos internos de los países de mayoría católica han superado las dimensiones territoriales de Ciudad del Vaticano, demostrándose mucho más decisiva la dimensión religiosa, o más bien lo que se ha venido a llamar poder blando (soft power), sutil pero mucho más efectivo por su peso en lo moral, ideológico y cultural. El cálculo atribuido a Stalin de traducir en divisiones el poder efectivo del papa lo pone de manifiesto.

Coronación de Napoleón y Josefina ante el papa, reducido a un papel meramente observador, óleo de Jacques-Louis David.

## Pervivencia del concepto
El nombre de imperio será aplicado a toda clase de entidades políticas que ya no tendrán vocación "universal" (teocrática o cesaropapista), sino como mucho "global" (secularizada), cosa posible en términos geoestratégicos por primera vez desde la consecución de la economía-mundo. Aunque los primeros en conseguirlo de hecho (Imperio portugués e Imperio español desde el siglo XVI) no utilizaron en su día el nombre para designarse a sí mismos (el español se autodefinía, en términos providencialistas, como Monarquía Católica), sí se les aplicará por la historiografía (que de hecho lo aplica a cualquier formación política del pasado con dimensiones multinacionales: Imperio turco, Imperio mongol, Imperio inca).
Sí lo hizo conscientemente el Imperio ruso, que se reivindicaba como una tercera Roma tras la caída de Constantinopla en 1453 (el mismo nombre de zar se deriva del de césar). También se aplicó el término a las posesiones territoriales ultramarinas de los estados europeos: Imperio británico (que se justificaba por el Raj hindú que hacía de la reina Victoria emperatriz de la India); Imperio francés (el del primer Napoleón y el del Tercero, aunque siguió utilizándose la denominación para las colonias con la Tercera República); Imperio italiano (que Mussolini buscaba en África). También se utilizó por analogía el nombre "imperio" para designar a las entidades no europeas: Imperio chino, Imperio japonés, o asimilar a emperador títulos como el del negus de Etiopía, el sah de Persia o el sultán de Marruecos; en la mayor parte de los casos como "cortesía diplomática". También fue habitual nombrar desde la guerra fría a las dos superpotencias rivales como el Imperio americano y el Imperio soviético.